# Олсі (Орегон)
Олсі (англ. Alsea) — переписна місцевість (CDP) в США, в окрузі Бентон штату Орегон. Населення — 165 осіб (2020).

## Географія
Олсі розташоване за координатами 44°22′54″ пн. ш. 123°35′45″ зх. д. / 44.38167° пн. ш. 123.59583° зх. д. (44.381805, -123.595744).  За даними Бюро перепису населення США в 2010 році переписна місцевість мала площу 0,40 км², уся площа — суходіл.

### Клімат
| Клімат : Олсі           | Клімат : Олсі | Клімат : Олсі | Клімат : Олсі | Клімат : Олсі | Клімат : Олсі | Клімат : Олсі | Клімат : Олсі | Клімат : Олсі | Клімат : Олсі | Клімат : Олсі | Клімат : Олсі | Клімат : Олсі | Клімат : Олсі |
| Показник                | Січ.          | Лют.          | Бер.          | Квіт.         | Трав.         | Черв.         | Лип.          | Серп.         | Вер.          | Жовт.         | Лист.         | Груд.         | Рік           |
| Абсолютний максимум, °C | 12,8          | 16,1          | 18,3          | 27,8          | 34,4          | 33,3          | 35,0          | 32,2          | 28,3          | 20,0          | 16,7          | 12,8          | 35,0          |
| Середній максимум, °C   | 7,9           | 9,0           | 10,1          | 12,8          | 16,5          | 18,9          | 23,6          | 23,3          | 20,7          | 14,1          | 9,6           | 5,7           | 14,3          |
| Середній мінімум, °C    | 2,4           | 2,1           | 2,5           | 3,4           | 5,8           | 8,6           | 9,9           | 10,3          | 8,8           | 6,2           | 4,2           | 0,6           | 5,4           |
| Абсолютний мінімум, °C  | −3,9          | −8,3          | −3,3          | −2,8          | −1,1          | 3,3           | 4,4           | 3,9           | 3,9           | −1,1          | −2,2          | −11,7         | −11,7         |
| Норма опадів, мм        | 377           | 284           | 283           | 175           | 103           | 60            | 17            | 28            | 72            | 166           | 354           | 414           | 2334          |
| Днів з опадами          | 20            | 17            | 20            | 17            | 12            | 9             | 4             | 5             | 8             | 13            | 19            | 20            | 164,0         |
| ----------------------- | ------------- | ------------- | ------------- | ------------- | ------------- | ------------- | ------------- | ------------- | ------------- | ------------- | ------------- | ------------- | ------------- |
| Джерело:                |               |               |               |               |               |               |               |               |               |               |               |               |               |

## Демографія
Згідно з переписом 2010 року, у переписній місцевості мешкали 164 особи в 63 домогосподарствах у складі 43 родин. Густота населення становила 410 осіб/км².  Було 82 помешкання (205/км²).
Расовий склад населення:
| - 94,5 % — білих - 1,2 % — корінних американців |

До двох чи більше рас належало 3,7 %. Частка іспаномовних становила 9,1 % від усіх жителів.
За віковим діапазоном населення розподілялося таким чином: 23,8 % — особи молодші 18 років, 62,2 % — особи у віці 18—64 років, 14,0 % — особи у віці 65 років та старші. Медіана віку мешканця становила 40,0 року. На 100 осіб жіночої статі у переписній місцевості припадало 90,7 чоловіків;  на 100 жінок у віці від 18 років та старших — 101,6 чоловіків також старших 18 років.
Середній дохід на одне домашнє господарство  становив 56 328 доларів США (медіана — 55 417), а середній дохід на одну сім'ю — 69 406 доларів (медіана — 57 083). За межею бідності перебувало 2,1 % осіб, у тому числі 0,0 % дітей у віці до 18 років та 15,0 % осіб у віці 65 років та старших.
Цивільне працевлаштоване населення становило 81 осіб. Основні галузі зайнятості: освіта, охорона здоров'я та соціальна допомога — 30,9 %, сільське господарство, лісництво, риболовля — 21,0 %, будівництво — 17,3 %, виробництво — 16,0 %.